# Bezpłucnikowate
Bezpłucnikowate (Plethodontidae) – rodzina płazów ogoniastych (Caudata) z grupy Salamandroidea, obejmująca około 470 gatunków. Należy do niej niemal 70% wszystkich współczesnych płazów ogoniastych. Plethodontidae mają holarktyczny zasięg występowania, jednak znacząco rozproszony – większość gatunków (98%) żyje w Ameryce Północnej (gdzie najprawdopodobniej wyewoluowała cała grupa), nieliczne w basenie Morza Śródziemnego, a tylko jeden w Azji. Najstarszymi pewnymi przedstawicielami grupy są Plethodon i Aneides, których skamieniałości są znane z oligoceńskich osadów w stanie Montana, sprzed około 25 mln lat (starszy może być Palaeoplethodon, jednak jego datowanie jest niepewne). Datowania molekularne sugerują jednak, że klad ten powstał znacznie wcześniej. Vieites i in. (2007) sugerowali, że nastąpiło to w kredzie, ok. 94 mln lat temu, jednak nowsza analiza Shena i in. (2016) wskazuje, że doszło do tego później, mniej więcej w czasie wymierania kredowego, ok. 66 mln lat temu. Natomiast rozejście się linii ewolucyjnych prowadzących do bezpłucnikowatych i ich najbliższych krewnych – amfium – miało miejsce ok. 130 mln lat temu.
Do Plethodontidae należą niewielkie zwierzęta, mierzące od 2,5 do 10 cm długości i 7–8 mm średnicy. Są drapieżne, z reguły polują za pomocą długiego języka. Oddychają przez skórę, nabłonek jamy gębowej i gardziel. Jest to możliwe ze względu na niewielką grubość i ciągłe zwilżenie skóry oraz ogromną powierzchnię ciała w stosunku do jego objętości. Zwierzęta te charakteryzuje obecność bardzo dużych komórek organizmu, co jest przyczyną ich bardzo niskiego metabolizmu i – co za tym idzie – niewielkich potrzeb energetycznych oraz dużej wytrzymałości na głód. Są również zdolne do zaciągania długu tlenowego - przechodzenia przez pewien czas na metabolizm beztlenowy; niektóre gatunki mają nawet erytrocyty podobne do występujących u ssaków – owalne i pozbawione jąder (brak mitochondriów w takich krwinkach ma znaczny wpływ na oszczędność tlenu). W grupie Plethodontidae radiacja adaptacyjna zaszła bardzo daleko; znane są wśród nich formy wodne, wodno-lądowe, skrajnie lądowe (żyjące na obrzeżach pustyń), nadrzewne i podziemne.

## Systematyka
Do rodziny bezpłucnikowatych należą dwie podrodziny:
- Hemidactyliinae Hallowell, 1856
- Plethodontinae Gray, 1850